# Zaveščak
Zaveščak – wieś w Chorwacji, w żupanii medzimurskiej, w gminie Selnica. W 2011 roku liczyła 245 mieszkańców.